# Christophe Keckeis
Christophe Keckeis, né le 18 avril 1945 à Neuchâtel et mort le  1er mai 2020 à Fislisbach, est un militaire suisse. 
Il a occupé le rang de chef de l'Armée suisse du 1er janvier 2004 au 31 décembre 2007.

## Biographie
En 1966, Christophe Keckeis devient pilote à l'escadre de surveillance, un des meilleurs pilotes du reste. En 1968, il obtient le diplôme de pilote militaire de carrière. En 1974, il devient capitaine et pilote des Dassault Mirage III. Christophe Keckeis est diplômé de l'Université de Lausanne en sciences politiques (1976). En 1977, il commence une formation d'officier d'état-major général, devient colonel en 1989 avec des régiments des forces aériennes sous son commandement. Il est engagé comme pilote d'évaluation opérationnelle entre 1985 et 1992.
Entre 1991 et 1992, il est commandant de l'escadre de surveillance. Le grade de brigadier lui est attribué en 1993 avec le commandement de la brigade d'aviation. En 1998, il est promu chef de l'État-major du commandant des Forces aériennes. En 2000, il devient divisionnaire et chef des opérations des Forces aériennes.
Il a été désigné le 30 octobre 2002 par le Conseil fédéral pour assurer le poste de chef de l'état-major, chef de l'armée et directeur du projet Armée XXI. En tant que chef de l'armée, Keckeis assure le développement et la conduite de l'armée. Il commande les troupes terrestres et aériennes, la formation des cadres (HKA), la base logistique (LBA), la base d'aide au commandement (FUB), l'état-major de planification de l'armée (PST A), l'état-major de conduite de l'armée (FST A). Il a occupé le rang de chef de l'Armée suisse du 1er janvier 2004 au 31 décembre 2007. Il a le grade de commandant de corps (le grade le plus élevé dans l'Armée suisse en temps de paix).
De 2008 à 2015, il préside le Centre de Genève pour le contrôle démocratique des forces armées (DCAF). De 2008 à 2011, il est membre du International Advisory Board of the Center of Security, Economics and Technology de l'Université de St Gallen. En 2009, il est expert militaire au sein de la Independent International Fact Finding Mission on the Conflict in Georgia (IIFFMCG). De 2009 à 2014, il est président d'Espace Passion (Musée Clin d'Ailes). De 2011 à 2012, il est responsable de la sécurité du bateau solaire PlanetSolar de Raphaël Domjan. Jusqu'en 2012, il est instructeur de vol CPL (A) au Club Neuchâtelois d'Aviation.

## Distinctions
|  |  |  |
|  |  |  |
|  |  |  |

| Pilot Abzeichen                   |                           |                          |
| Insigne pour 950 jours de service | Insigne de haute montagne | Fusil d’assaut degré 2   |
| Pistolet degré 2                  | Sport militaire 2         | Partenariat pour la Paix |

Christophe Keckeis totalise plus de 5 380 heures de vol.